# Riikka Tiilikainen
Riikka Tiilikainen (* 9. Oktober 1990 in Porvoo) ist eine finnische Volleyballspielerin.

## Karriere
Tiilikainen begann ihre Karriere in ihrer Heimatstadt bei Porvoon NMKY. 2006 wechselte sie zum Vanajan Racing Club nach Hämeenlinna. Mit dem Verein gewann die Diagonalangreiferin 2007 und 2008 die finnische Meisterschaft. Parallel trainierte sie während dieser Zeit in Tampere mit der finnischen Junioren-Nationalmannschaft. Mittlerweile gehört Tiilikainen zur A-Nationalmannschaft ihres Landes. 2013 wurde sie vom deutschen Bundesligisten VT Aurubis Hamburg verpflichtet. Mit Hamburg spielte sie im europäischen Challenge Cup und erreichte die dritte Runde. In der Bundesliga-Saison verlor der Verein hingegen alle Spiele. Danach beendete Tiilikainen ihre aktive Laufbahn und arbeitet jetzt als Scout für Aurubis Hamburg.